# 威廉斯波特 (馬里蘭州)
威廉斯波特是美國馬里蘭州華盛頓縣的一個鎮，在歷史上有重要地位，曾差點成為馬里蘭州首府。於2000年的調查其人口為1,868人，2010年的調查為 2,137人。

## 地理

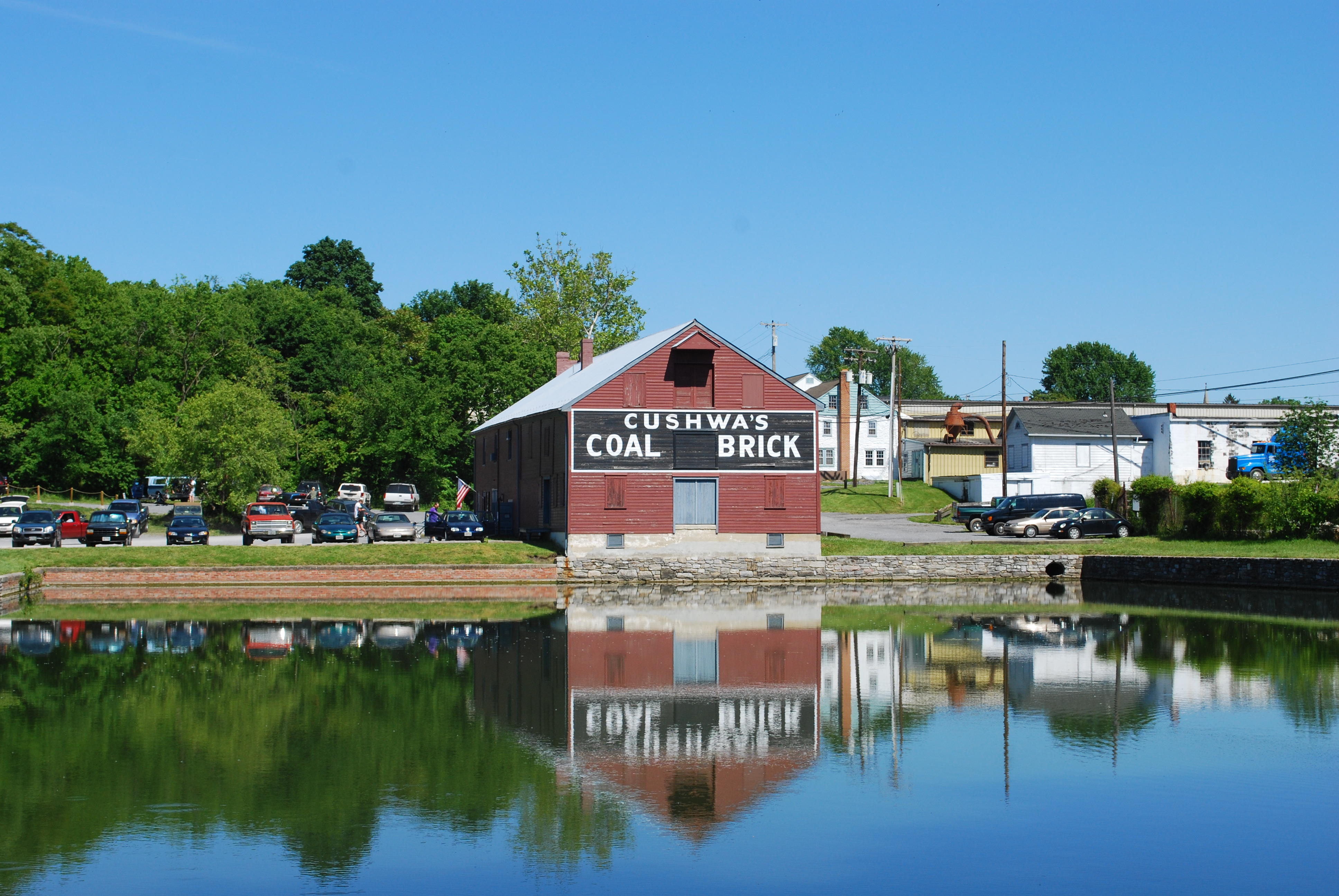
卡需華池（Cushwa Basin）與遊客中心

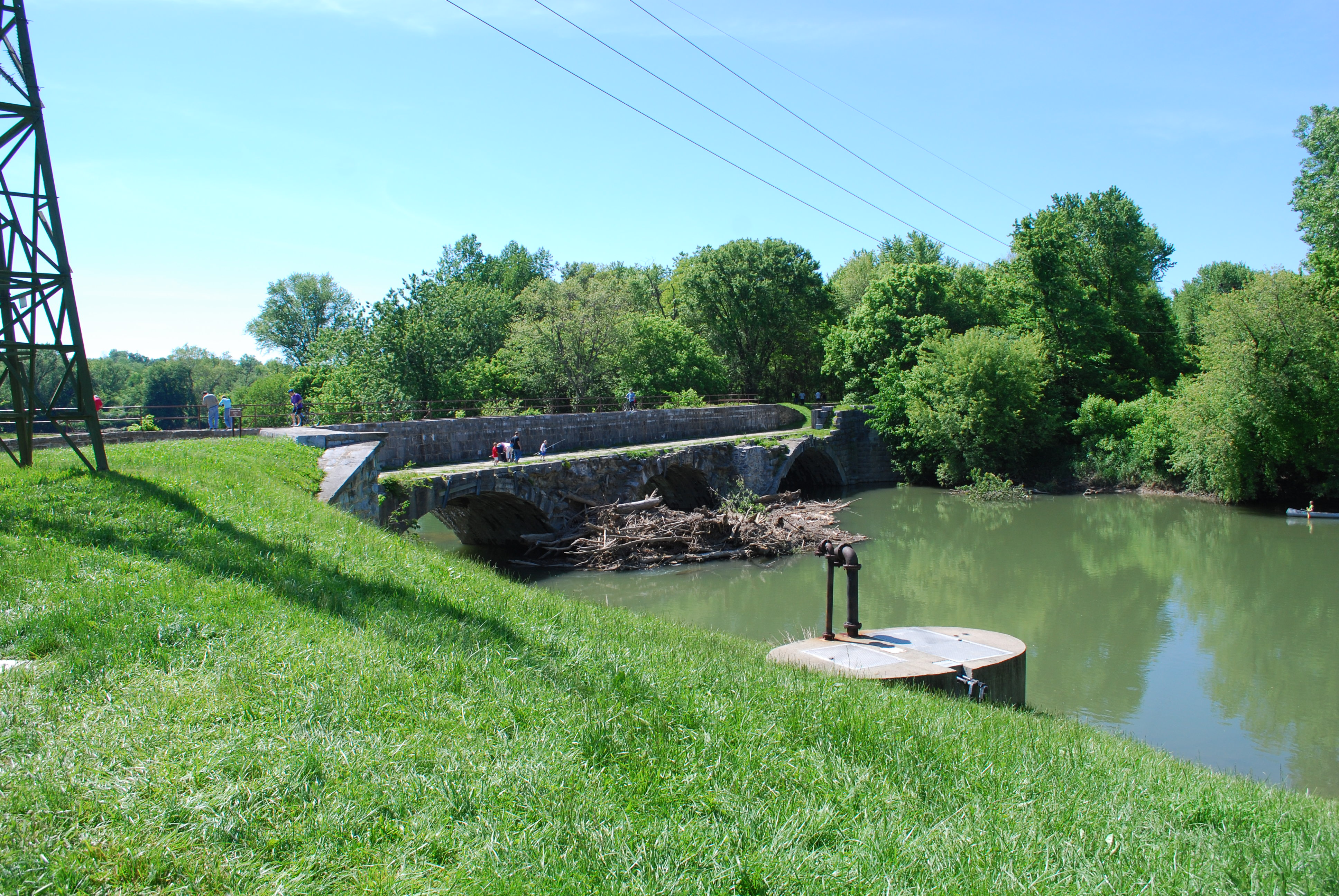
跨越可納克奇格溪的水道橋

威廉斯波特位於北緯39.598496，西經77.818464。面積為1.04平方英里（2.69平方），全為陸地而無水域。。以行車距離而論，威廉斯波特位於馬里蘭州黑格斯敦西南7.69英里，西維吉尼亞州馬丁斯堡北方16.23英里

## 人口

### 2010年普查
根據2010年人口普查，威廉斯波特有人口2,137人。

## 歷史
本鎮位於早期美國原住民來往今日紐約與卡羅萊納之間的通道上。在18世紀中期，數以萬計的歐洲移民乘坐馬車沿著同樣的路，由賓夕法尼亞州向西方與南方移居。1744年在今日的威廉斯波特建立了渡過波多馬克河的渡船服務，今天車輛則由渡口下游一英里處經由81號州際公路跨過波多馬克河。
今天威廉斯波特鎮的土地以前是由美國獨立戰爭中一位大陸軍的軍官奥托·霍兰德·威廉斯所有，本鎮也因此得名。

## 公路交通
- 70號州際公路
- 81號州際公路
- 11号美国国道
- 馬里蘭州63號州道（英语：Maryland Route 63）
- 馬里蘭州68號州道（英语：Maryland Route 68）

## 外部連結
- Welcome to Williamsport, Maryland （页面存档备份，存于）
- The C&O Canal in Washington County（页面存档备份，存于） - Western Maryland Regional Library